# Храмы псковской архитектурной школы
Храмы псковской архитектурной школы — объект Всемирного наследия ЮНЕСКО, включающий в себя 10 памятников церковной архитектуры Пскова XII — начала XVII веков. Внесён в список Всемирного наследия решением 43-й сессии Комитета всемирного наследия ЮНЕСКО в июле 2019 года, став 29-м (30-м) российским объектом в списке (в том числе 18-м (19-м) культурным).

## Общая информация
«Храмы псковской архитектурной школы» были внесены в список Всемирного наследия ЮНЕСКО по культурному критерию (ii), то есть как объект, «свидетельствующий о значительном взаимовлиянии человеческих ценностей в данный период времени или в определённом культурном пространстве, в архитектуре или в технологиях, в монументальном искусстве, в планировке городов или создании ландшафтов». При внесении было дано следующее описание:

Церкви, соборы, монастыри, крепостные башни и административные здания составляют группу памятников, расположенных в историческом городе Псков на реке Великая на северо-западе Российской Федерации. Главными особенностями архитектуры этих зданий, созданных псковской школой зодчества, являются кубические объёмы, купола, подъезды и колокольни, наиболее ранние элементы которых датируются XII веком. Церкви и соборы гармонично сочетаются с окружающим их природным ландшафтом посредством садов, заборов и стен. Под влиянием византийских и новгородских традиций псковская школа зодчества достигла пика своего развития в XV—XVI веках и стала одной из самых влиятельных в стране. Она оказывала значительное влияние на формирование архитектурных стилей в России на протяжении пяти столетий.

## История внесения в список
Начиная с 2002 года, предпринималось несколько попыток внести памятники древнего Пскова в список Всемирного наследия ЮНЕСКО, первоначально в составе номинации «Великий Псков», включавшей в свой состав большое количество памятников, расположенных не только в Пскове, но и в Изборске и Выбутах. Также была попытка внести Псковский Кремль в составе серийной номинации «Кремли России»; в 2012 году эта заявка была отклонена.
Работа над новой номинацией, получившей название «Памятники Древнего Пскова», началась в 2015 году. В заявку вошли 18 объектов, расположенных в основном в историческом центре города. Но в 2016 и 2017 годах заявки Пскова отклонялись в связи с тем, что документация была представлена не в полном объёме. В 2018 году материалы были направлены вновь. Эта заявка была одобрена на 43-й сессии Комитета всемирного наследия ЮНЕСКО, проходившей в Баку в июне-июле 2019 года, однако из 18 объектов одобрены для включения были только 10.
Власти Псковской области планируют в будущем увеличить число памятников региона в списке Всемирного наследия ЮНЕСКО, для чего потребуются реставрационные работы и вложение значительных средств.

## Состав[12][3]
| №        | Изображение | Название                                                                  | Время постройки |
| -------- | ----------- | ------------------------------------------------------------------------- | --------------- |
| 1523-001 |             | Собор Иоанна Предтечи Ивановского монастыря                               | XIII век        |
| 1523-002 |             | Ансамбль Спасо-Мирожского монастыря: Преображенский собор                 | XII век         |
| 1523-003 |             | Церковь Михаила Архангела с колокольней                                   | XIV век         |
| 1523-004 |             | Церковь Покрова от Пролома                                                | XV—XVI века     |
| 1523-005 |             | Церковь Косьмы и Дамиана с Примостья, остатки колокольни, ворота и ограда | XV—XVII века    |
| 1523-006 |             | Церковь Георгия со Взвоза                                                 | XV век          |
| 1523-007 |             | Церковь Богоявления со звонницей                                          | XV век          |
| 1523-008 |             | Церковь Николы с Усохи                                                    | XVI век         |
| 1523-009 |             | Церковь Василия на Горке                                                  | XV век          |
| 1523-010 |             | Ансамбль Снетогорского монастыря: собор Рождества Богородицы              | XIV—XVI века    |